# Talk of the Town
Talk of the Town – piosenka hawajskiego muzyka Jacka Johnsona, pochodząca ze ścieżki dźwiękowej Sing-A-Longs and Lullabies for the Film Curious George. 28 lipca 2006 roku została wydana jako drugi singel z tego albumu. Prócz Johnsona w piosence pojawia się również Kawika Kahiapo.
„Talk of the Town” nie zdołał powtórzyć ogromnego sukcesu „Upside Down”. Utwór uplasował się na zaledwie 96. pozycji holenderskiej listy przebojów.

## Lista utworów
1. „Talk of the Town”
2. „Fall Line” (na żywo z Mattem Costą)

## Pozycje na listach
| Lista (2006)        | Pozycja |
| ------------------- | ------- |
| Mega Single Top 100 | 96      |